# Andrea Krieger
Andrea Krieger (* 21. Januar 1965 in Bensberg) ist eine ehemalige deutsche Fußballspielerin.

## Karriere
Andrea Krieger wuchs in Neunkirchen-Seelscheid auf und spielte zunächst beim TSV Seelscheid. Später wechselte sie zur SSG 09 Bergisch Gladbach als Torhüterin, mit der sie am 28. Juni 1986 das Finale um die Deutsche Meisterschaft erreichte. Bei ihrer Finalspielteilnahme im heimischen Stadion An der Paffrather Straße unterlag sie mit ihrer Mannschaft dem FSV Frankfurt mit 0:5. Bereits zuvor, am 3. Mai 1986, unterlag sie ebenfalls in einem Finale; das Spiel um den DFB-Pokal im Berliner Olympiastadion – als Vorspiel zum Männerfinale – ging mit 0:2 gegen den TSV Siegen verloren.
1987 nahm sie mit der SSG 09 Bergisch-Gladbach für Deutschland am Women’s World Invitational Tournament teil, wo die Mannschaft den dritten Platz erreichte.
In der Saison 2010/11 bestritt sie zwölf Punktspiele für den FC Sankt Augustin. Als Letztplatzierter stieg der Verein aus der dritthöchsten Spielklasse, der Regionalliga West, zum Ende der Saison ab.
Von 2013 bis 2018 spielte sie für den FSV Neunkirchen-Seelscheid aus der gleichnamigen Gemeinde im Rhein-Sieg-Kreis. Sie spielte zunächst in der Kreisliga A Sieg und erzielte in ihren einzigen beiden Saisonspielen zwei Tore. Danach folgten zwölf Punktspiele in der Bezirksliga Mittelrhein, in der sie in ihrer ersten Saison vier Tore erzielte. In ihren letzten beiden Jahren kam sie insgesamt sechsmal in der Landesliga Mittelrhein zum Einsatz.

## Nach der Karriere
Seit 2019 arbeitet Andrea Krieger im Jugendbereich als Streetworkerin in Siegburg und Sankt Augustin. In Siegburg bietet sie auch jährlich in den Sommerferien in Zusammenarbeit mit dem Siegburger TV den „offenen Sportplatz“ an.